# Seconde guerre anglo-afghane
Pour les articles homonymes, voir Guerres anglo-afghanes.
Batailles
Bataille de Chahar Asyab
Bataille de Maiwand
 Bataille de Kandahar (1880) (en)
La seconde guerre anglo-afghane oppose de 1878 à 1880 le Royaume-Uni à l'Afghanistan, nation gouvernée par Shir Ali Khan, fils de l'émir Dost Mohammed Khan de la dynastie Barakzaï. Pour la seconde fois, le Raj britannique envahit l'Afghanistan.
Cette guerre, à l'issue de laquelle les Britanniques réalisent tous leurs objectifs géopolitiques, s'achève par le traité de Gandamak. Presque tous les soldats britanniques et indiens se retirent du pays. De plus, les Afghans peuvent conserver leur souveraineté en matière de politique intérieure. Cependant, ceux-ci doivent abandonner la politique extérieure de leur pays à la Couronne britannique,, ce qui établira un semi-protectorat, de fait.
Le traité de Gandamak durera jusqu'à l'éclatement en 1919 d'un nouveau conflit à la suite duquel l'Afghanistan gagnera une indépendance complète.

## Déroulement

### Causes du conflit
Le congrès de Berlin, en juin 1878, ayant apaisé les tensions en Europe avec la Grande-Bretagne, la Russie tourna ses espoirs vers l’Asie centrale (le Grand Jeu). L'été même, elle envoya une mission diplomatique à Kaboul. Shir Ali Khan, l’émir d’Afghanistan, tenta sans succès de faire arrêter les émissaires russes, mais ils arrivèrent à Kaboul le 22 juillet 1878. Craignant la conclusion d'un traité secret, les Britanniques demandaient à leur tour  le 14 août que Shir Ali reçoive une délégation.
Or non seulement l'émir refusa de recevoir la mission conduite par Neville Bowles Chamberlain, mais il menaça d'arrêter les diplomates s'ils entraient dans son pays. Lord Lytton, vice-roi des Indes, dépêcha néanmoins une mission diplomatique à Kaboul en septembre 1878, mais les émissaires britanniques furent interceptés alors qu'ils s’approchaient de l'entrée orientale du défilé de Khaïber, ce qui déclencha la deuxième guerre anglo-afghane.

### L'invasion britannique et le traité de Gandamak
La guerre est déclarée le 20 novembre. Un corps expéditionnaire britannique d'environ 35 000 combattants, pour l'essentiel européens et indiens, marcha en trois colonnes empruntant la passe de Khyber, la vallée de Kurram et la passe de Bolan. Shir Ali, catastrophé, essaya en vain d'en appeler au tsar de Russie en personne, puis se réfugia à Mazâr-e Charîf, où il mourut le 21 février 1879.

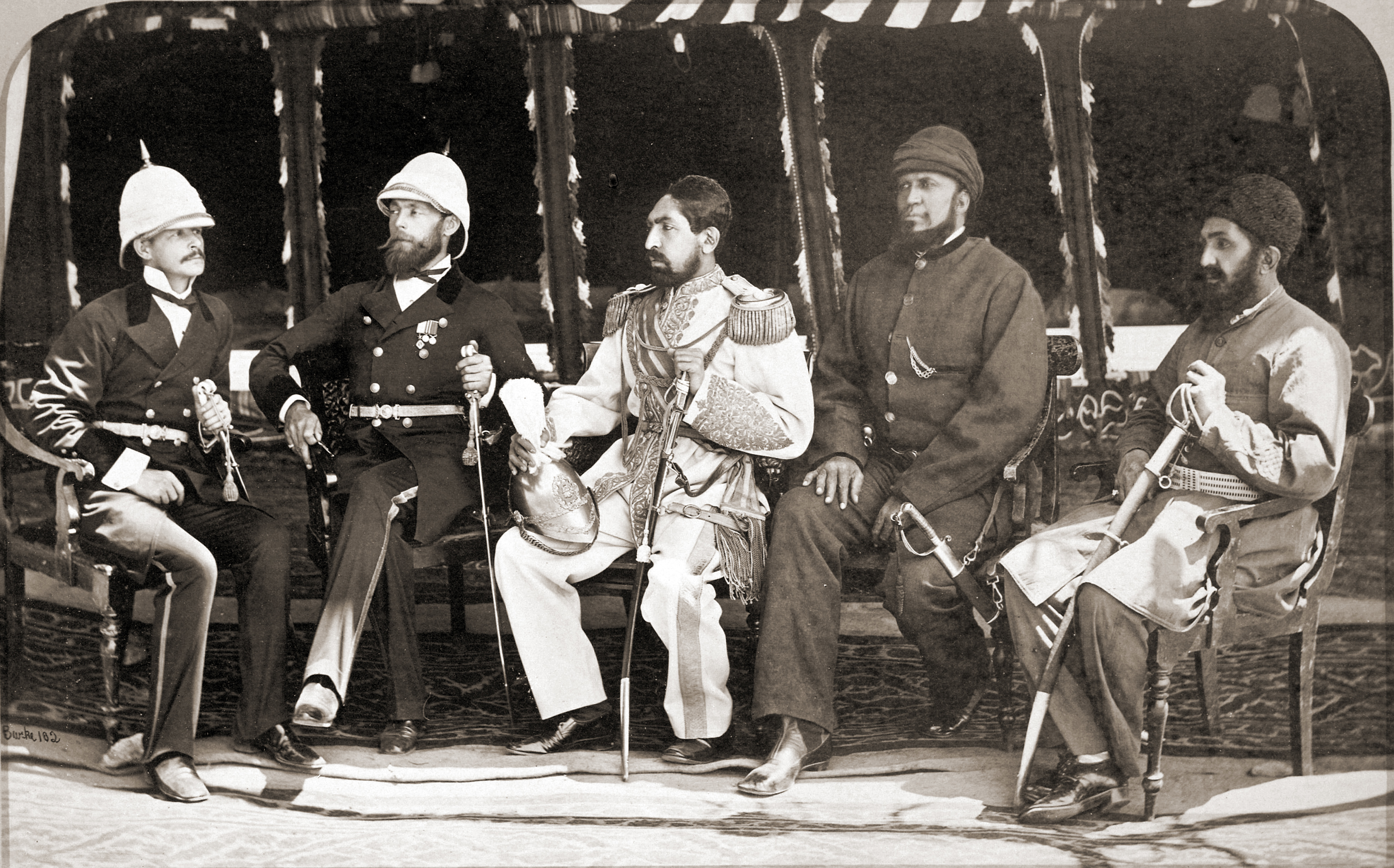
Mohammad Ya'qub Khan et le représentant britannique Louis Cavagnari le 26 mai 1879, à la signature du traité de Gandamak (photographie de John Burke).

L'armée britannique occupant alors l'essentiel de son pays, le fils et successeur de Shir Ali, Mohammad Ya'qub Khan, ratifia le traité de Gandomak en mai 1879, essentiellement pour éviter une annexion pure et simple. Au terme de ce traité, moyennant des subsides annuels et de vagues assurances d'assistance en cas d'agression étrangère, Yaqoub abandonna toute prérogative en matière de politique extérieure. La légation britannique ouvrit des bureaux à Kaboul et d'autres grandes villes, l'autorité britannique s’étendit aux défilés de Khaïber et de Michni, et l’Afghanistan céda diverses régions des confins nord-ouest et la province de Quetta à la Grande-Bretagne. Enfin l'armée britannique se retira.
Pourtant, le 3 septembre 1879, un soulèvement à Kaboul se solda par le massacre du consul britannique, Louis Cavagnari, de sa garde et de ses collaborateurs, ouvrant la seconde phase du conflit.

### Deuxième phase
Le major-général Frederick Roberts fit traverser à l'Armée de Kaboul le défilé de Shutargard, marcha vers le centre de l'Afghanistan, défit l’Armée afghane à Char Asiab le 6 octobre 1879, et occupa Kaboul. Le ghazi Mohammad Jan Khan Wardak organisa la résistance et attaqua l'armée britannique au camp de Sherpur, près de Kaboul, en décembre 1879 : ce fut un échec cuisant. Yaqub Khan, suspect de complicité dans le massacre de Cavagnari et de ses hommes, fut contraint d'abdiquer. Les Britanniques envisagèrent alors divers scénarios politiques, dont l'émiettement de l’Afghanistan en principautés, ou l'avènement du frère de Yaqoub, Mohammad Ayub Khan, mais leur choix se porta finalement sur un de ses cousins, Abdur Rahman Khan, qui devint ainsi émir.
Ayub Khan, qui avait été gouverneur de la province de Herat, se révolta, mit en déroute un détachement britannique à Maïwand en juillet 1880 et assiégea Kandahar. Roberts fit alors évacuer Kaboul par le gros de l’armée britannique et au mois de septembre, il écrasa les partisans d'Ayub Khan à Kandahar, mettant un terme au conflit. Abdur Rahman avait ratifié le traité de Gandamak, laissant les Britanniques maîtres des territoires du Nord-Ouest et leur abandonnant la politique extérieure du pays,,,.
Les Britanniques renoncèrent cette fois à humilier les Afghans en nommant un résident à Kaboul ; ayant atteint tous leurs objectifs, ils se retirèrent.

### Le sort des prisonniers britanniques
L’officier britannique John Masters signale dans son autobiographie qu’au cours de la deuxième guerre anglo-afghane, les femmes pachtounes des provinces nord-ouest des Indes châtraient les soldats prisonniers non-musulmans, comme les Britanniques et les Sikhs,. Elles les exécutaient aussi en leur urinant dans la bouche. Les captifs britanniques étaient attachés sur le sol et leur bouche maintenue entrouverte par un bâton ou un morceau de bois ; les femmes pachtounes urinaient à tour de rôle jusqu'à l'asphyxie du condamné,,,,,. Cette technique d'exécution aurait été une « spécialité » des femmes de la tribu pachtoune des Afridi,.

## Chronologie des combats
Plusieurs combats menés par les Britanniques entre 1878 et 1880 peuvent être considérés comme des victoires décisives. Les batailles marquées d'une astérisque (*) ont valu aux soldats impliqués une décoration (la médaille de l'Afghanistan).

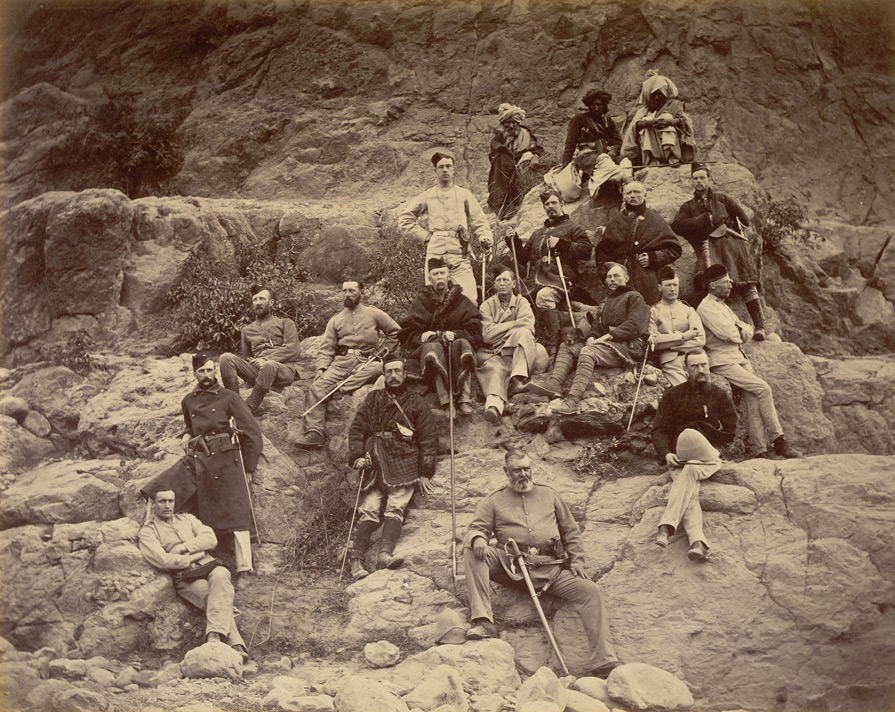
Troupe britannique à l'emplacement de la bataille d'Ali Masjid.

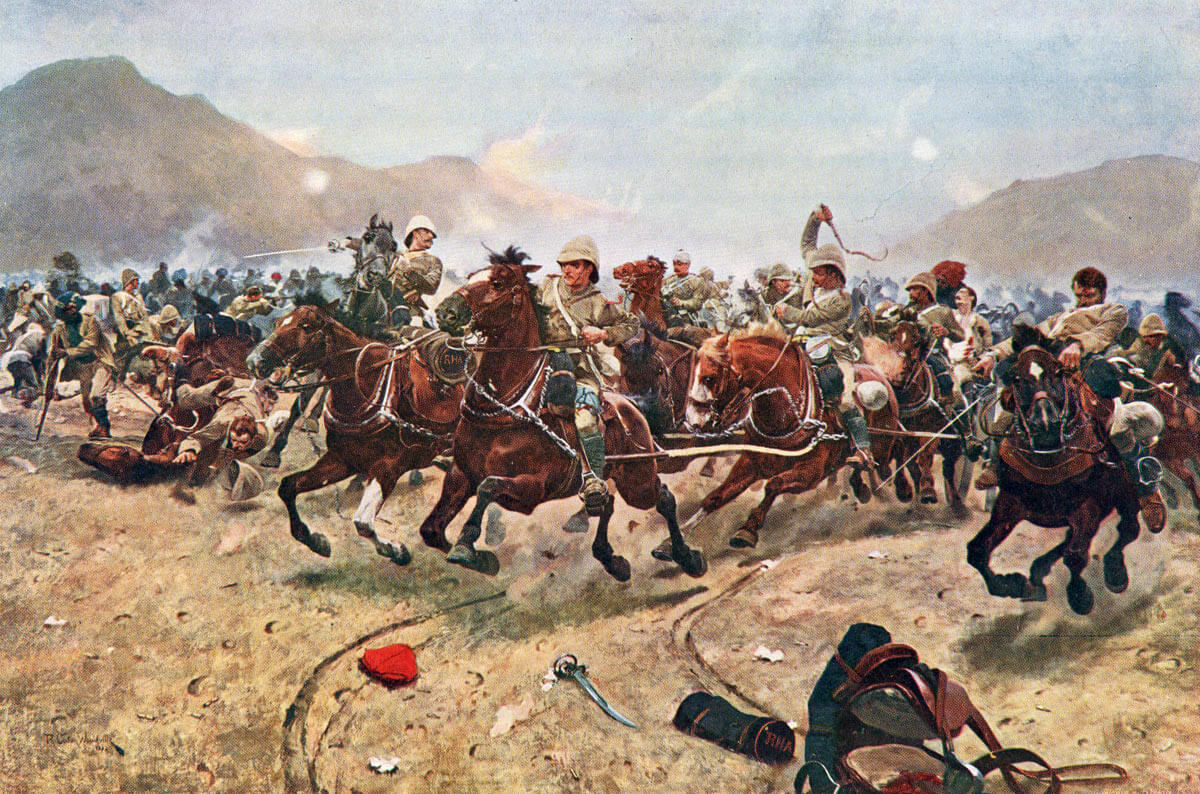
Artillerie montée en fuite à l'issue de la bataille de Maïwand.

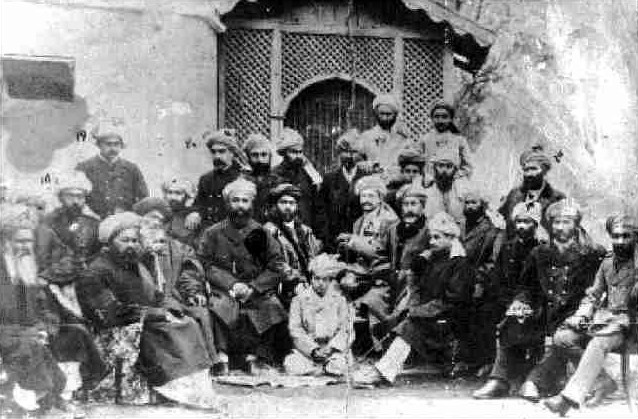
Afghans victorieux après la bataille de Maïwand.

### 1878
1. Bataille d'Ali Masjid* (victoire britannique)
2. Bataille de Peiwar Kotal* (victoire britannique décisive)

### 1879
1. Assaut sur Takht-i-Pul
2. Assaut sur Matun
3. Bataille de Khushk-i-Nakud
4. Bataille de Fatehbad
5. Bataille de Kam Dakka
6. Bataille de Char-Asiab
7. Bataille de Shajui
8. Bataille de Karez Mir
9. Bataille de Takht-i-Shah
10. Bataille des collines d'Asmaï (victoire afghane)
11. Siège de Sherpur* (victoire britannique décisive)

### 1880
1. Bataille d'Ahmed Khel* (victoire britannique)
2. Bataille d'Arzu
3. Deuxième bataille de Char-Asiab
4. Bataille de Maïwand (victoire afghane)
5. Bataille de Deh Koja
6. Bataille de Kandahar (1880) (en)* (victoire britannique décisive)

### 1881
1. Évacuation de Kandahar (et de l’Afghanistan)

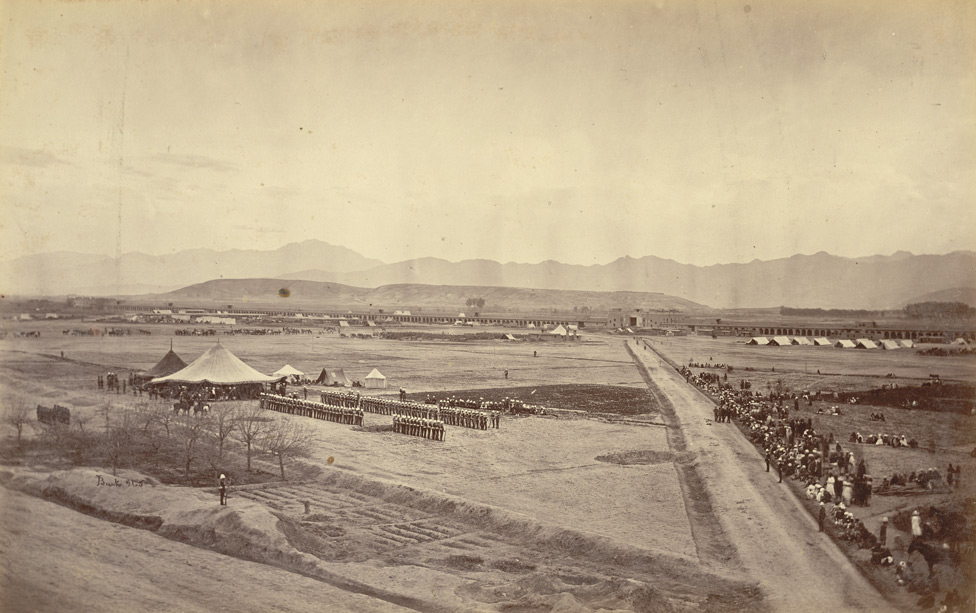
Le camp Durban Maidan de Sherpur en 1879.

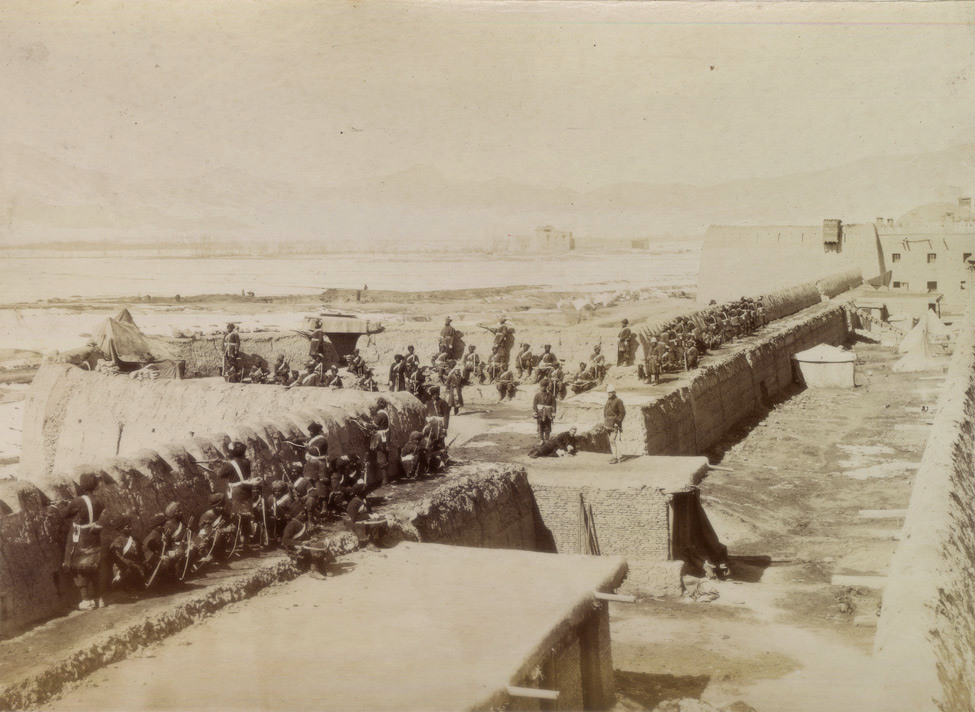
Le bastion des sapeurs du Bengale au camp de Sherpur.

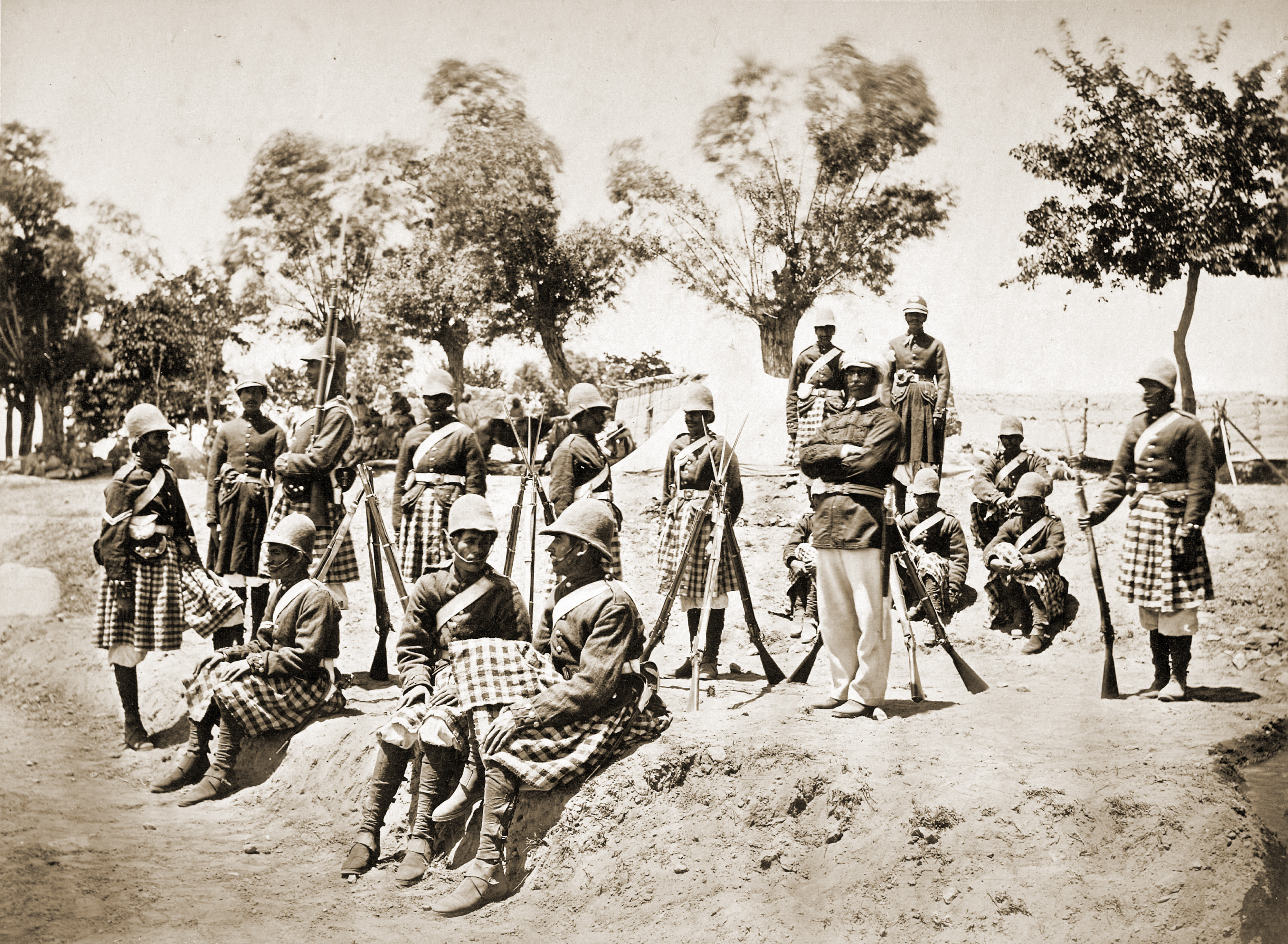
Les Highlanders d'Amir Yaqub à Gandamak.

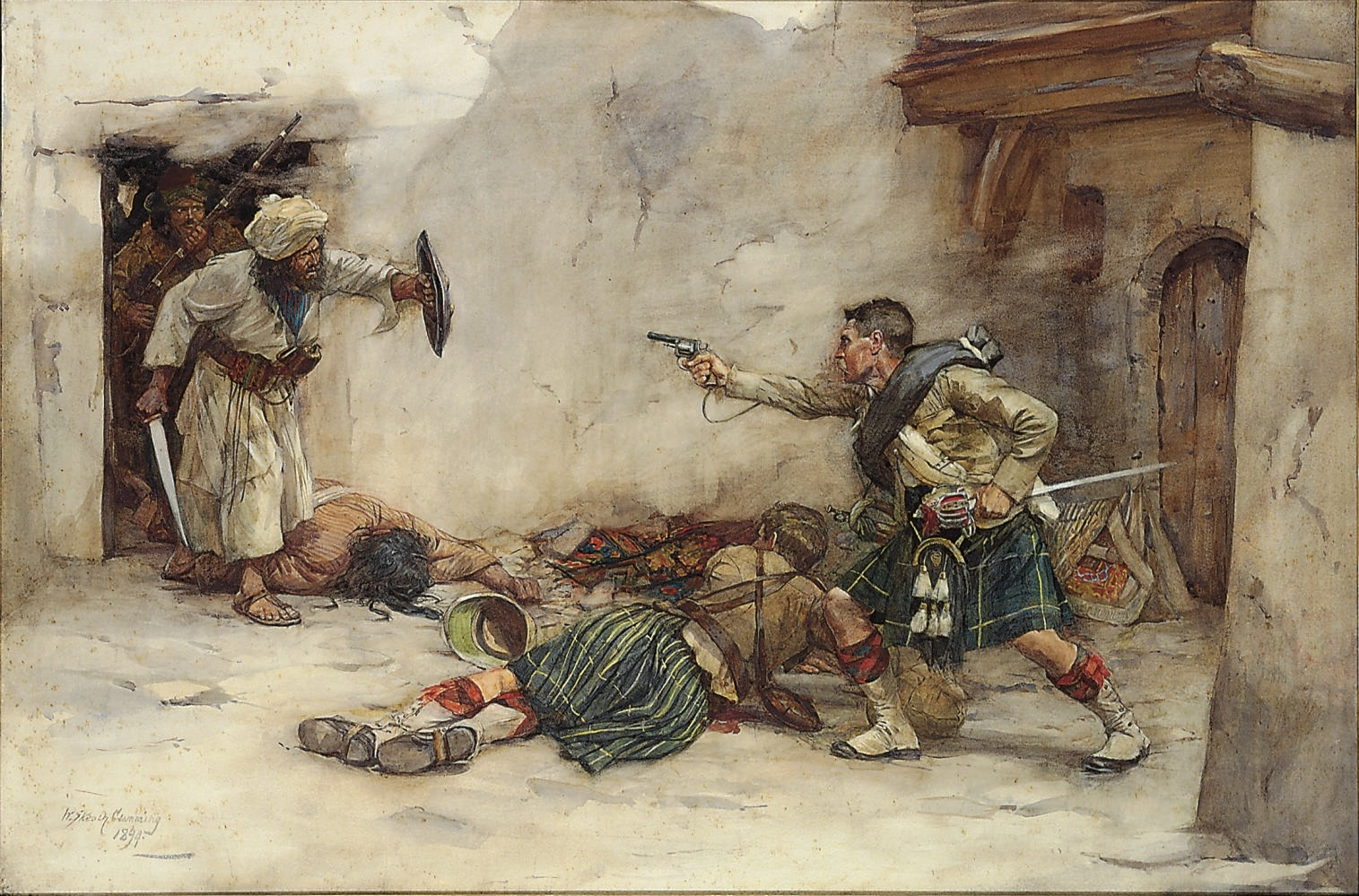
Aquarelle de 1894.

## En littérature
Le docteur Watson, ami et biographe de Sherlock Holmes, est un médecin militaire ayant servi dans l'Armée des Indes. Le premier chapitre d’Une étude en rouge comporte un bref récit de la deuxième guerre afghane. Dans les nouvelles du cycle de Sherlock Holmes, on retrouve de loin en loin des allusions à la blessure de fusil jezaïl reçue par Watson lors de ce conflit ; mais Conan Doyle évoque tantôt une blessure à l'épaule, tantôt à la jambe du célèbre médecin.
M. M. Kaye fait de la deuxième guerre afghane la toile de fond de son roman Pavillons lointains. Le héros, Ashton Pelham Martyn (Ashok) est envoyé comme espion à Kaboul, où son meilleur ami est nommé chef de la mission Cavagnari. Le livre s'achève sur la chute de Bala Hissar à Kaboul, et le massacre des Britanniques et de leurs auxiliaires après d'âpres combats (presque tous les détails sont tirés de sources d'époque) ; le héros et sa femme s'enfuient à cheval vers l'Himalaya.